# Safe + Sound
| Críticas profissionais | Críticas profissionais |
| Avaliações da crítica  | Avaliações da crítica  |
| Fonte                  | Avaliação              |
| ---------------------- | ---------------------- |
| Allmusic               | [ 1 ]                  |
| RapReviews.com         | (8.5/10)               |
| The Source             | [ 3 ]                  |
| Vibe                   | (favorável)            |

Safe + Sound é o terceiro álbum do rapper/produtor DJ Quik. Foi lançado em 21 de Fevereiro de 1995 pela Profile Records. Alcançou o número 14 da Billboard 200 em 11 de Março de 1995, número 1 da parada Top R&B/Hip-Hop Albums no mesmo dia, e foi certificado ouro pela RIAA em 11 de Julho de 1995. O álbum teve como produtor executivo Suge Knight. O álbum apresentou os singles "Dollaz & Sense" e "Safe + Sound".
Durante o processo de gravação do álbum, Quik estava em uma briga com o rapper MC Eiht do Compton's Most Wanted e com o amigo de longa data AMG. Este foi o álbum mais bem sucedido de DJ Quik ao lado de Way 2 Fonky, Quik Is the Name e Rhythm-al-ism. O single "Dollaz + Sense" também apareceu no álbum de Snoop Dogg Murder Was the Case. A canção também foi interpretada no Source Awards de 1995.

## Faixas
| N.º | Título                                                                 | Duração |  |
| 1.  | "Street Level Entrance"                                                |         |  |
| 2.  | "Get At Me"                                                            |         |  |
| 3.  | "Diggin U Out"                                                         |         |  |
| 4.  | "Safe + Sound"                                                         |         |  |
| 5.  | "Somethin' 4 The Mood"                                                 |         |  |
| 6.  | "Don't You Eat It!"                                                    |         |  |
| 7.  | "Can I Eat It?"                                                        |         |  |
| 8.  | "It'z Your Fantasy"                                                    |         |  |
| 9.  | "The Ho in You (featuring Hi-C & 2nd II None)"                         |         |  |
| 10. | "Dollaz + Sense"                                                       |         |  |
| 11. | "Let You Havit"                                                        |         |  |
| 12. | "Summer Breeze"                                                        |         |  |
| 13. | "Quik's Groove III"                                                    |         |  |
| 14. | "Sucka Free"                                                           |         |  |
| 15. | "Keep Tha P In It" ((featuring Playa Hamm, Hi-C, 2nd II None, and Kam) |         |  |
| 16. | "Hooray 4 Tha Funk"                                                    |         |  |
| 17. | "Tanqueray"                                                            |         |  |

## Posições
| Tabela (1995)                    | Melhor posição |
| -------------------------------- | -------------- |
| EUA Billboard 200                | 14             |
| EUA Billboard R&B/Hip-Hop Albums | 1              |

| País           | Provedor | Certificação |
| -------------- | -------- | ------------ |
| Estados Unidos | RIAA     | Ouro         |

### Procissão e sucessão nas paradas
| Precedido por My Life por Mary J. Blige | Álbum número um na Top R&B/Hip-Hop Albums 11 de Março de 1995 – 25 de Março de 1995 | Sucedido por My Life por Mary J. Blige |